# Т-37
Т-37 је совјетски амфибијски тенк из Другог светског рата.

## Историја
Т-37 је осмишљен као амфибијски, извиђачки тенк са двочланом посадом и куполом са једним митраљезом ДТ калибра 7,62 mm. усавршен је у Т-38, који је био шири и нижи, са бољим пловним особинама. Оба модела користила су пренос и мотор камиона ГАЗ-АА, што је поједностављивало одржавање и снабдевање.

## Карактеристике
Пропелер и крма на задњем делу омогућавала су кретање у води брзином око 6 km/h. Возила командира водова и чета имала су радио, остала не. Постојала је и варијанта са бацачем пламена (75 возила). Њихов сувише танак оклоп, наметнут захтевима пловности, и слабо наоружање учинили су их неефикаснима за борбу, и још употребљива возила у 1941. брзо су уништена.